# Фонд Солженицына
Фонд Солжени́цына (Ру́сский обще́ственный Фонд по́мощи пресле́дуемым и их се́мьям; Общественный Фонд помощи полити́ческим заключённым и их семьям; Фонд помощи политзаключённым; Русский общественный фонд; Русский общественный фонд Алекса́ндра Солженицына) — в 1970—1980-х годах — диссидентская благотворительная организация, после распада СССР — некоммерческая организация в России.

## Основание Фонда
Основан зимой 1973—1974 годов по договорённости между Александром Солженицыным и Александром Гинзбургом; последний стал весной 1974 года первым распорядителем Фонда.

## Деятельность Фонда
Фонд продолжил, систематизировал и ввёл в организационные рамки начавшийся в 1966 году стихийный и спонтанный сбор денег для помощи людям, подвергающимся политическим преследованиям (в первую очередь — семьям политзаключённых). Одновременно создание Фонда «явочным порядком» восстанавливало дореволюционную традицию помощи политическим заключённым, продолжавшуюся в первые десятилетия Советской власти и прерванную лишь в 1937 году, закрытием легально действовавшего Комитета помощи политзаключённым («Помполита») Е. П. Пешковой. Основным источником средств Фонда служили доходы Солженицына от издания в разных странах «Архипелага ГУЛАГ»; в кассу Фонда вливались также другие добровольные пожертвования, в том числе собиравшиеся внутри страны. Деятельность Фонда строго регламентировалась его правилами; отчёты публиковались. Эта деятельность привлекла к себе множество людей, которые стали добровольными помощниками Фонда; в конце 1970-х и начале 1980-х годов Фонд был одной из самых многочисленных и известных диссидентских ассоциаций.

## Распорядители Фонда
Фондом руководил распорядитель; после ареста А. Гинзбурга функции распорядителя приняла на себя его жена Арина Жолковская-Гинзбург, после её отъезда из страны распорядителями Фонда были Мальва Ланда, Татьяна Ходорович, Кронид Любарский, Сергей Ходорович, Андрей Кистяковский. В ряде городов и регионов СССР — Ленинграде, Литве, Западной Украине, Одессе — работали региональные распорядители.
В июле 1974 года Александр Гинзбург предложил Светлане Павленковой стать одним из распорядителей фонда для провинции. Она согласилась и до эмиграции 1979 года была негласным функционером фонда. В её обязанности входили денежные посылки заключённым и их семьям, приём и поддержка освободившихся заключённых, покупка им одежды, выделение денежных средств и т. д. В связи с этой деятельностью она была допрошена в Калуге в 1977 году по делу Гинзбурга и осуждена на 6 месяцев административного ареста за отказ от дачи показаний. Кроме неё, распорядителями фонда были Леонид Бородин, Галина Салова (жена К. Любарского), жена Георгия Давыдова Валерия Исакова.
Распорядители и активисты Фонда постоянно подвергались преследованиям; в 1983 году в результате сложной разработки КГБ, включавшей в себя репрессии, нажим и провокации, открытая деятельность Фонда прекратилась.

## Фонд Солженицына после распада СССР
В начале 1990-х Фонд Солженицына возобновил свою работу в России.
3 июня 1992 года Моссовет, «осознавая моральный и политический долг перед А. И. Солженицыным», принял решение о безвозмездной передаче Фонду бывшей квартиры Солженицына в доме 12 по Тверской улице. Фонд был легализован в России.
С 1998 года фонд — некоммерческая организация под названием «Русский общественный фонд Александра Солженицына».
Сейчас фонд занимается издательской деятельностью и оказывает материальное вспомоществование нуждающимся жертвам политических репрессий прошлого. Местные администрации предоставляют списки, в которых работники фонда выделяют особо нуждающихся в помощи.
На 2012 год президентом фонда является Н. Д. Солженицына — вдова писателя.